# Phyllostegia wawrana
Phyllostegia wawrana là một loài thực vật có hoa trong họ Hoa môi. Loài này được Sherff miêu tả khoa học đầu tiên năm 1934.